# Ernest Roney
Ernest John Roney (Lambeth, 8 de junio de 1900-Aldeburgh, 23 de marzo de 1975) fue un deportista británico que compitió en vela en la clase 8 Metre. Participó en dos Juegos Olímpicos de Verano en los años 1924 y 1928, obteniendo una medalla de plata en París 1924 en la clase 8 Metre.

## Palmarés internacional
| Juegos Olímpicos | Juegos Olímpicos | Juegos Olímpicos | Juegos Olímpicos |
| Año              | Lugar            | Medalla          | Clase            |
| ---------------- | ---------------- | ---------------- | ---------------- |
| 1924             | París (Francia)  | Medalla de plata | 8 Metre          |